# Campionato asiatico e oceaniano maschile under 18 di pallavolo
Il campionato asiatico e oceaniano maschile under 18 di pallavolo è una competizione pallavolistica, organizzata dall'AVC, per squadre nazionali asiatiche e oceaniane, riservata a giocatori con un'età inferiore di 18 anni.

## Albo d'oro
| Edizione      | Edizione      | Podio         | Podio         | Podio          |
| Anno          | Organizzatore | Campione      | Seconda       | Terza          |
| ------------- | ------------- | ------------- | ------------- | -------------- |
| 1997 Dettagli | Filippine     | Taipei cinese | Corea del Sud | Giappone       |
| 1999 Dettagli | Taiwan        | Corea del Sud | Giappone      | Cina           |
| 2001 Dettagli | Iran          | Iran          | Corea del Sud | Taipei cinese  |
| 2003 Dettagli | India         | India         | Iran          | Corea del Nord |
| 2005 Dettagli | Iran          | Iran          | Corea del Sud | India          |
| 2007 Dettagli | Malaysia      | Iran          | India         | Cina           |
| 2008 Dettagli | Sri Lanka     | Iran          | Giappone      | India          |
| 2010 Dettagli | Iran          | Iran          | Cina          | Corea del Sud  |
| 2012 Dettagli | Iran          | Iran          | Cina          | Giappone       |
| 2014 Dettagli | Sri Lanka     | Iran          | Giappone      | Cina           |
| 2017 Dettagli | Birmania      | Giappone      | Corea del Sud | Cina           |
| 2018 Dettagli | Iran          | Giappone      | Corea del Sud | Iran           |
| 2022 Dettagli | Iran          | Giappone      | Iran          | India          |

## Medagliere
| Pos. | Squadra        | 1º posto | 2º posto | 3º posto | Totale |
| ---- | -------------- | -------- | -------- | -------- | ------ |
| 1    | Iran           | 7        | 2        | 1        | 10     |
| 2    | Giappone       | 3        | 3        | 2        | 8      |
| 3    | Corea del Sud  | 1        | 5        | 1        | 7      |
| 4    | India          | 1        | 1        | 3        | 5      |
| 5    | Taipei cinese  | 1        | -        | 1        | 2      |
| 6    | Cina           | -        | 2        | 4        | 6      |
| 7    | Corea del Nord | -        | -        | 1        | 1      |